# Зубово-Полянський лісоучасток
Зу́бово-Поля́нський лісоуча́сток (рос. Зубово-Полянский лесоучасток, ерз. Зубово-Полянский лесоучасток) — селище у складі Зубово-Полянського району Мордовії, Росія. Входить до складу Зубово-Полянського міського поселення.
Населення — 71 особа (2010; 85 у 2002).
Національний склад (станом на 2002 рік):
- мокшани — 76 %

Старі назви — Зубово-Полянський Лісоучасток, Зубово-Полянське лісничество.